# Borgella
Borgella is een monotypisch geslacht van mosdiertjes uit de familie van de Cerioporidae en de orde Cyclostomatida. De wetenschappelijke naam ervan werd in 1955 voor het eerst geldig gepubliceerd door Kluge.

## Soorten
- Borgella pustulosa (Osburn, 1953)

Niet geaccepteerde soort:
- Borgella tumulosa Kluge, 1955 → Borgella pustulosa (Osburn, 1953)